# Tylomys nudicaudus
Tylomys nudicaudus är en däggdjursart som först beskrevs av Peters 1866.  Tylomys nudicaudus ingår i släktet centralamerikanska klätterråttor och familjen hamsterartade gnagare. IUCN kategoriserar arten globalt som livskraftig. Inga underarter finns listade i Catalogue of Life.
Arten blir 19 till 26 cm lång (huvud och bål), har en lika lång svans och väger i genomsnitt 325 g. Bakfötterna är 4 till 4,5 cm lång och öronen är 2,4 till 2,9 cm stora. Den långa och ulliga pälsen har på ovansidan en grå till gråbrun färg och undersidans päls är vitaktig. Det finns en röd skugga ovanför de små ögonen. Dessutom kännetecknas huvudet av svarta nakna öron samt av tjocka morrhår. Svansen är bara täckt med fjäll som bildar ringar. Tylomys nudicaudus har en vit svansspets. Den liknar i viss mån pungråttor som lever i samma region men den saknar en motsättlig tumme.
Denna gnagare förekommer i Centralamerika från Mexiko till Nicaragua. Arten lever i låglandet och i bergstrakter upp till 2300 meter över havet. Individerna vistas i städsegröna eller delvis lövfällande skogar med tät undervegetation av klätterväxter. Tylomys nudicaudus klättrar främst i växtligheten.
Individerna är aktiva på natten och de äter olika växtdelar. Honor är cirka 40 dagar dräktig och en kull har i genomsnitt 2,5 ungar.